# 戈列市鎮

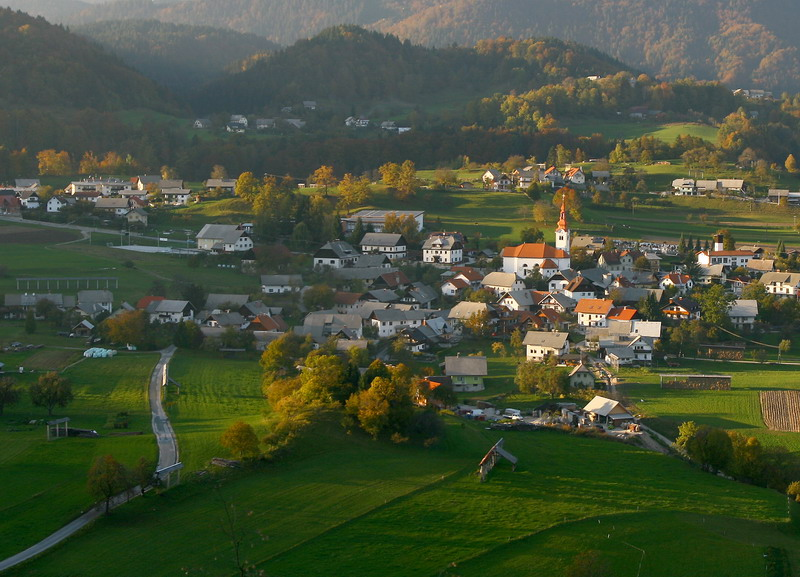

戈列市鎮是斯洛文尼亞西北部的市镇，行政中心为上戈列。處於上卡尼奧拉地區，面積116平方公里，2012年人口2,869，人口密度每平方公里25人。